# Дороті Кроуфут Годжкін
Дороті Мері Кроуфут Годжкін (англ. Dorothy Mary Crowfoot Hodgkin, Ходжкін, 12 травня 1910, Каїр, Єгипет — 29 липня 1994, Велика Британія) — британська біохімікиня, розробниця рентгеноструктурного аналізу білків, учасниця встановлення структур пеніциліну та вітаміну B12. В 1964 році отримала Нобелівську премію з хімії «за визначення за допомогою рентгенівських променів структур біологічно активних речовин». У 1969 році, за п'ять років після отримання Нобелівської премії, Дороті Годжкін також встановила структуру інсуліну.

## Життєпис

### Дитинство
Дороті Кроуфут народилася 12 травня 1910 року в Каїрі, Єгипет. Її батько Джон Вінтер Кроуфут був археологом, тому сім'я постійно переїжджала в різні куточки світу — дитинство Дороті пройшло в Єгипті, Англії та Судані. Від батька Дороті успадкувала любов до історії та археології.
Мати Дороті — Ґрейс Мері Кроуфут, до шлюбу Гуд, (англ. Hood) також активно допомагала чоловіку в його діяльності, окрім того, сама була старанним ботаніком і зробила значний вклад в опис флори Судану. Також вона була міжнародним авторитетом з коптських тканин. Саме від матері Дороті отримала базове знання ботаніки.,

### Наукова робота

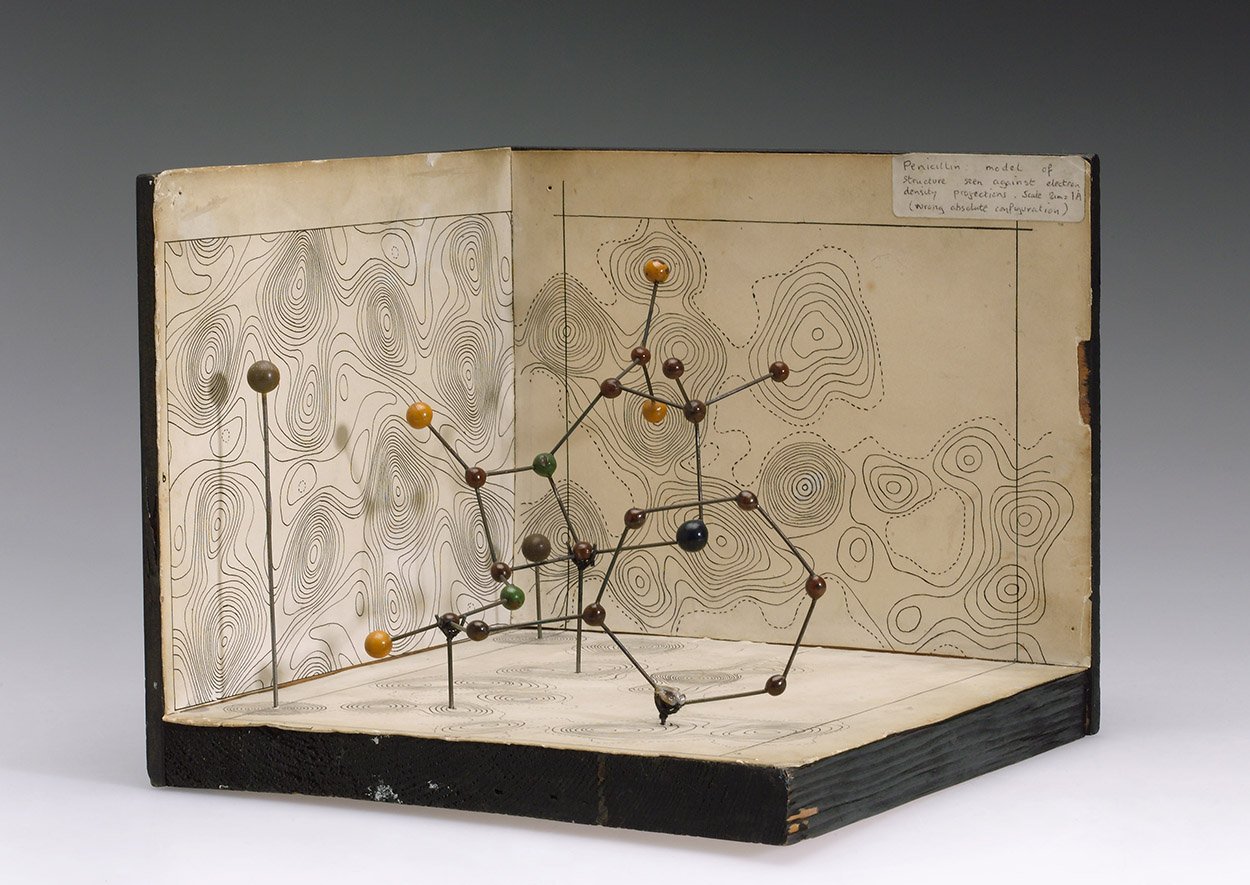
Молекулярна модель пеніциліну, створена Дороті К. Годжкін (прибл. 1945 р.)
(з експозиції Музею науки)

Ще у школі в Англії Дороті захоплювалася кристалами і вивчала хімію і кристалографію. Подорожуючи з батьком, у 13-річному віці вона зробила кількісний аналіз деяких мінералів в Судані. В Йорданії вона брала участь у розкопках візантійських храмів.
У 1932 році Кроуфут закінчила вивчати хімію у Соммервільському коледжі Оксфордського університету, коли було суворе обмеження на вступ жінок. Після чого отримала стипендію, що дозволила їй продовжити навчання у Кембріджі. Там вона попрацювала з ірландським піонером рентгеноструктурного аналізу Джоном Берналом. Разом вони розробили метод аналізу монокристалів білків, занурених у маточний розчин.
У 1935 році Дороті, використавши свій спадок, змогла придбати власний рентгенівський апарат, на якому вона продовжувала роботу з аналізу стеролів, особливо йодиду холестерину. За цю роботу у 1937 вона отримала ступінь доктора.
Під час війни, у 1942 році, Годжкін почала вивчати молекулярну структуру пеніциліну. До 1949 року ця робота була нею завершена. Отримані результати дозволили розпочати масове виробництво цього препарату, значно здешевивши його.
У 1956 році Годжкін отримує посаду лекторки з курсу рентгенівської кристалографії в Оксфордському університеті. Наступного року, вона визначила структуру вітаміну B12 — над цим завданням вона працювала з 1948 року.
Також на B12 у 1961 році Годжкін вперше показала зв'язок у металорганічних сполуках між металом і вуглецем.
Після отримання премії Дороті Годжкін продовжувала активно працювати, і у 1972 році визначила структуру Zn-інсуліну, майже в 9 разів більш масивної молекули ніж вітамін B12.
Того ж року вона очолила Міжнародне товариство кристалографів, і займала цю посаду до 1975 року.

### Нагороди і звання

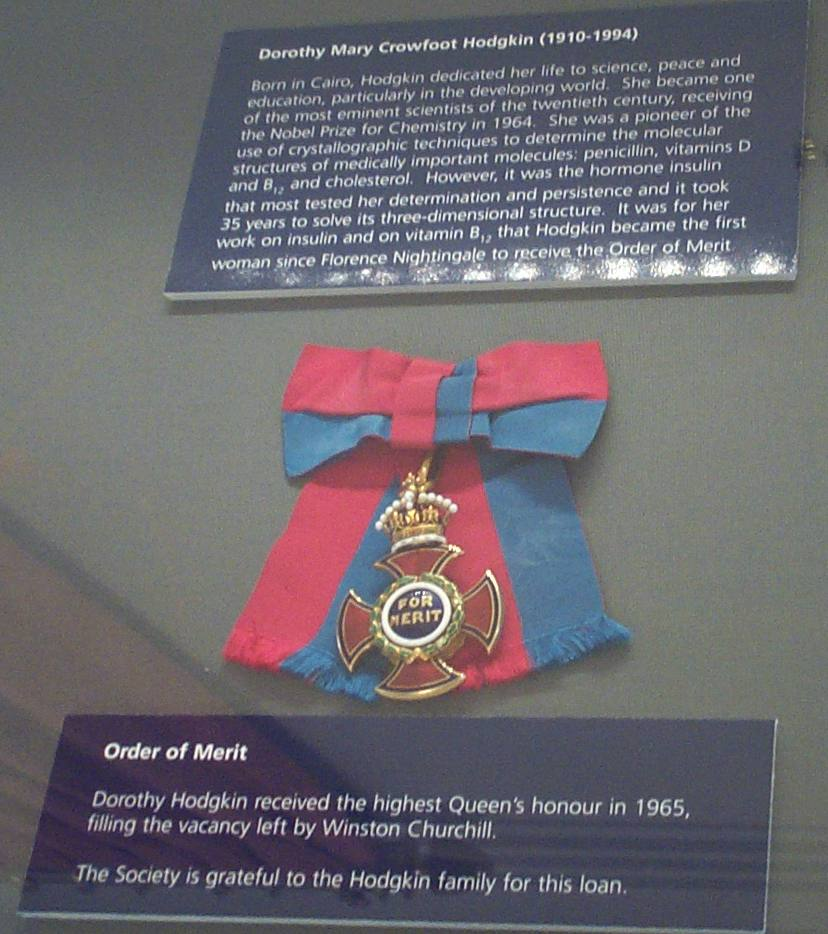
Орден Заслуг Дороті Годжкін

У 1957 році дослідниця була нагороджена Королівською медаллю.
У 1964 році Дороті Годжкін отримала Нобелівську премію з хімії «За визначення за допомогою рентгенівських променів структур біологічно активних речовин». Вона стала третьою жінкою, яка отримала цю нагороду (після Марії і Ірен Кюрі).
Наступного року вона отримала Орден Заслуг. Дороті Годжкін стала другою жінкою, що отримала цю нагороду. Першою була Флоренс Найтінгейл у 1907 році.
У 1976 році вона отримала медаль Коплі.
Дороті Годжкін є серед визначних осіб, яких може бути зображено на нових 50-фунтових банкнотах Великої Британії.

### Особисте життя
У 1937 році Дороті Кроуфут одружилася з Томасом Лайонелом Годжкіном, істориком Африки. У подружжя було троє дітей: син Люк, став математиком, донька Елізабет — істориком, син Тобі — біологом.